# Бендовський
Бендовський (роки життя невідомі) — старшина Дієвої армії УНР.
Останнє звання у російській армії — полковник. Станом на 5 березня 1919 р. — помічник командира 57-го пішого дієвого Гайсинського полку Дієвої армії УНР.